# Fantastic Baby
《FANTASTIC BABY》(한국어: 판타스틱 베이비)는 대한민국의 음악 그룹 빅뱅의 노래이다. 이 노래는 2012년 2월 29일 발매된 그들의 다섯 번째 EP 음반 Alive에 수록 되어 있다.

## 뮤직 비디오
이 노래의 뮤직 비디오는 2012년 한해 동안 유튜브에서 가장 많이 본 K-pop 뮤직 비디오로, 2014년 3월 기준 조회수 1억 뷰를 넘어섰는데, 이것은 대한민국의 남성 아이돌 그룹 중에서 최고의 기록이다. 또한 영국의 유명 언론 매체 더 가디언에 보도 되었다.
2015년 기준, "Fantastic Baby"는 싸이의 "Hangover"에 이어 5번째로 가장 많이 본 K-pop 뮤직 비디오이다. 아리랑 TV는 "Fantastic Baby"를 빅뱅의 메가 히트라고 뉴스 보도하였다. 영국의 음악 출판사 NME의 케빈 페리는 “그 뮤직 비디오에서 보이 그룹은 멋진 의상을 입고 세련된 폭동을 포용하고, 노래의 "붐 샤카라카" 후렴 부분은 슬라이 앤드 더 패밀리 스톤의 음악을 생각 나게 한다”라고 언급했다.
데일리 텔레그래프는 "Fantastic Baby"를 권하는 독자들에, “그 비디오의 라이벌은 지나치고 기이한 패셔니스타인 레이디 가가”라고 언급되었다. 또한 밴쿠버 선은 “우리가 한 동안 본 것 중 가장 화려하고 손쉬운 트위스트 팝 비디오 중 하나로 RPG 스타일의 예술을 결합 된, 폭동 진압복, 스팀 펑크 요소와 스트릿 팝 스웨거이다.”라고 언급했다.